# Ідер (Алабама)
Ідер (англ. Ider) — місто (англ. town) в США, в окрузі Декальб штату Алабама. Населення — 735 осіб (2020).

## Географія
Ідер розташований за координатами 34°42′8″ пн. ш. 85°40′9″ зх. д. / 34.70222° пн. ш. 85.66917° зх. д. (34.702161, -85.669042).  За даними Бюро перепису населення США в 2010 році місто мало площу 14,08 км², уся площа — суходіл.

### Клімат
| Клімат : Ідер         | Клімат : Ідер | Клімат : Ідер | Клімат : Ідер | Клімат : Ідер | Клімат : Ідер | Клімат : Ідер | Клімат : Ідер | Клімат : Ідер | Клімат : Ідер | Клімат : Ідер | Клімат : Ідер | Клімат : Ідер | Клімат : Ідер |
| Показник              | Січ.          | Лют.          | Бер.          | Квіт.         | Трав.         | Черв.         | Лип.          | Серп.         | Вер.          | Жовт.         | Лист.         | Груд.         | Рік           |
| Середній максимум, °C | 8,9           | 11,7          | 16,1          | 21,1          | 25,0          | 28,9          | 31,1          | 30,6          | 27,8          | 22,2          | 16,1          | 10,6          | 20,9          |
| Середній мінімум, °C  | −3,3          | −2,2          | 1,7           | 5,6           | 11,1          | 15,6          | 18,3          | 17,8          | 13,9          | 6,7           | 2,2           | −1,7          | 7,2           |
| Норма опадів, мм      | 154           | 143           | 167           | 120           | 119           | 110           | 132           | 89            | 108           | 84            | 127           | 130           | 1483          |
| --------------------- | ------------- | ------------- | ------------- | ------------- | ------------- | ------------- | ------------- | ------------- | ------------- | ------------- | ------------- | ------------- | ------------- |
| Джерело: Weather.com  |               |               |               |               |               |               |               |               |               |               |               |               |               |

## Демографія
Згідно з переписом 2010 року, у місті мешкали 723 особи в 297 домогосподарствах у складі 210 родин. Густота населення становила 51 особа/км².  Було 330 помешкань (23/км²).
Расовий склад населення:
| - 93,2 % — білих - 4,0 % — корінних американців - 0,6 % — чорних або афроамериканців |

До двох чи більше рас належало 2,1 %. Частка іспаномовних становила 0,1 % від усіх жителів.
За віковим діапазоном населення розподілялося таким чином: 22,1 % — особи молодші 18 років, 58,4 % — особи у віці 18—64 років, 19,5 % — особи у віці 65 років та старші. Медіана віку мешканця становила 44,4 року. На 100 осіб жіночої статі у місті припадало 84,4 чоловіків;  на 100 жінок у віці від 18 років та старших — 86,4 чоловіків також старших 18 років.
Середній дохід на одне домашнє господарство  становив 43 741 долар США (медіана — 32 692), а середній дохід на одну сім'ю — 51 972 долари (медіана — 44 750). Медіана доходів становила 42 000 доларів для чоловіків та 30 417 доларів для жінок. За межею бідності перебувало 15,4 % осіб, у тому числі 20,3 % дітей у віці до 18 років та 14,1 % осіб у віці 65 років та старших.
Цивільне працевлаштоване населення становило 278 осіб. Основні галузі зайнятості: виробництво — 26,3 %, фінанси, страхування та нерухомість — 11,5 %, освіта, охорона здоров'я та соціальна допомога — 11,2 %.